# انتقام سگ

انتقام سگ یک داستان کوتاه است که توسط لوئیجی پیراندلو، نویسندهٔ اهل ایتالیا نوشته شده‌است.